# Водне господарство
Во́дне господа́рство —  галузь економіки, що розробляє і здійснює заходи щодо використання поверхневих і підземних вод для різних галузей економіки, а також здійснює охорону вод і боротьбу з їх шкідливою дією.
Спорідненим є поняття водогосподарського компексу, під яким розуміють галузь економіки, що охоплює водні об’єкти з наявними в них водними ресурсами, гідротехнічні споруди, а також діяльність водокористувачів, органів відповідного контролю та управління.

## Основні завдання водного господарства
Основні завдання водного господарства:
- забезпечення потреб населення та галузей економіки у воді необхідної кількості та нормативної якості;
- регулювання, відтворення та охорона водних ресурсів;
- забезпечення контролю за раціональним використанням водних ресурсів;
- впровадження заходів щодо запобігання шкідливої дії вод.

## Водне господарство України
Питаннями використання, охорони та відтворення водних ресурсів в Україні займається Державне агентство водних ресурсів України (Держводагентство України).
На водогосподарські організації Держводагентства України покладено експлуатацію водогосподарських об'єктів, зокрема захисних дамб і гребель водосховищ, насосних і компресорних станцій, шлюзів-регуляторів тощо.
Водогосподарські організації перебувають у тісній співпраці з організаціями гідроенергетики, рибництва, річкового транспорту.
Держводагентству підпорядковано:
- обласні управління водних ресурсів;
- 9 басейнових управлінь водних ресурсів (Західного Бугу, Тиси, Дунаю, Дністра-Прута, Південного Бугу, Десни, Росі, Дніпра, Сіверського Дінця);
- 5 управлінь каналів (Головного Каховського, Дніпро-Донбас, Дніпро-Інгулець, Північно-Кримський, каналів Інгулецької зрошувальної системи) та ін.

Спеціалізовані водогосподарські організації здійснюють моніторинг якості вод, моніторинг меліорованих земель.
Ці організації забезпечують експлуатацію державних меліоративних систем на площі близько 5,3 млн га (зрошувальних — 2,2 млн га, осушувальних — 3,1 млн га).
Крім того, водогосподарські організації забезпечують роботу групових водопроводів загальною протяжністю понад 1,6 тис. км, якими подається питна вода у понад 300 сільських населених пунктів.
Регулювання потреби у водних ресурсах, які в Україні через природні умови розподілено нерівномірно, здійснюється за допомогою 1103 водосховищ загальним об'ємом майже 55 км3, 49444 ставків, 7 великих каналів.
Важливою проблемою є захист територій, які знаходяться під загрозою шкідливої діїпаводків і підтоплення.
День працівників водного господарства встановлений Указом Президента України від 18 березня 2003 року і відзначається щорічно в першу неділю червня.